# Alianza por México (2006)
La Alianza por México de 2006 fue una coalición electoral formada por los partidos políticos mexicanos Revolucionario Institucional y Verde Ecologista de México para las Elecciones de 2006. Su candidato presidencial fue Roberto Madrazo Pintado.
Recibió el mismo nombre que otra coalición electoral formada en 2000, Alianza por México que postuló a Cuauhtémoc Cárdenas Solórzano y estuvo encabezada por el Partido de la Revolución Democrática.
La coalición del PRI y el PVEM para las elecciones presidenciales es una más de una serie de coaliciones entre ambos partidos que se dan desde 2002 y a raíz de que el PVEM rompiera con el Partido Acción Nacional con el que concurriera coaligado en las elecciones de 2000.
Esta Alianza no solo tiene efectos para las elecciones federales, sino también las locales, entre las que ya tuvieron lugar están las del Estado de México y se ha confirmado para las de Guanajuato y Morelos. En las Elecciones de Chiapas recibirá el nombre particular de Alianza por Chiapas.

## Resultados electorales

### Presidencia de México
| Candidato                             | Candidato | Candidato               | Partido                              | Resultados de la coalición | Resultados de la coalición | Resultados de la coalición |
| Candidato                             | Candidato | Candidato               | Partido                              | Votos                      | Porcentaje                 | Puesto                     |
| ------------------------------------- | --------- | ----------------------- | ------------------------------------ | -------------------------- | -------------------------- | -------------------------- |
|                                       |           | Roberto Madrazo Pintado | Partido Revolucionario Institucional | 9 237 000                  | \| \| 22.23 % \|           | 3.º                        |
| Partido Verde Ecologista de México    |           | Roberto Madrazo Pintado |                                      | 9 237 000                  | \| \| 22.23 % \|           | 3.º                        |
| Fuente: Instituto Nacional Electoral. |           |                         |                                      |                            |                            |                            |
|                                       | 22.23 %   |                         |                                      |                            |                            |                            |

### Cámara de senadores
| 2006                                  | Partido Revolucionario Institucional | 8 | 19 | 6 | 11 622 012 | \| \| 28.07 % \| | 39/128 |
| 2006                                  | Partido Verde Ecologista de México   | 2 | 0  | 4 | 11 622 012 | \| \| 28.07 % \| | 39/128 |
| Fuente: Instituto Nacional Electoral. |                                      |   |    |   |            |                  |        |
|                                       | 28.07 %                              |   |    |   |            |                  |        |

### Cámara de diputados
| 2006                                  | Partido Revolucionario Institucional | 63 | 41 | 11 619 679 | \| \| 28.21 % \| | 123/500 |
| 2006                                  | Partido Verde Ecologista de México   | 2  | 17 | 11 619 679 | \| \| 28.21 % \| | 123/500 |
| Fuente: Instituto Nacional Electoral. |                                      |    |    |            |                  |         |
|                                       | 28.21 %                              |    |    |            |                  |         |